# Coronación (novela)
Coronación es la primera novela del escritor chileno José Donoso, publicada en 1957 por la editorial Nascimento con portada de Nemesio Antúnez. Ha sido adaptada al teatro en numerosas ocasiones y llevada al cine por el mexicano Sergio Olhovich (1976) y por el chileno Silvio Caiozzi (2000) en la película homónima.

## Argumento
Primera parte. El regalo.
Andrés es un solterón de unos cincuenta años que cuida de su abuela, Misiá Elisita Grey de Ábalos, una anciana nonagenaria. Recibe la ayuda de dos sirvientas, Rosario y Lourdes, que han vivido con ellos por muchos años. Lourdes vuelve de sus vacaciones poco antes del día del cumpleaños de Misiá Elisita junto a su sobrina, una chica llamada Estela que sabe muy poco respecto al mundo fuera del campo. Al verla por primera vez, Andrés piensa que es poca cosa. Sin embargo, sus manos le llaman la atención: pese a ser morena, Estela tiene las palmas rosadas.
Rosario, viuda de un empleado del Emporio Fornino, decide ayudar a un joven llamado Mario a recuperar su empleo. Éste, siendo muy pobre, duda de la capacidad de la mujer y decide volver a casa, donde lo espera su cuñada Dora, que cose un conejo verde para venderlo. Antaño una mujer hermosa y con trabajo, decidió dejarlo para vivir con René, medio hermano de Mario por parte de madre. Mario tiene miedo de preguntarle si René es un ladrón, siendo incapaz de aceptar tal reputación. Dora no sabe porque René apenas le habla, pese a lo mucho que ella lo ama y lo que ha sufrido por él.
Antes de la fiesta, que tendrá pocos invitados – la mayoría de los conocidos de Misiá Elisita -, Andrés piensa en volver a la casa de su abuela para cuidarla después de que ella se comportase de forma normal. Se burla de un conejo verde que regalaron a Rosario y decide que Estela es una cuidadora eficiente para su abuela por ser mansa y dulce. Nota que se ve diferente al día que llegó, sintiéndose incómodo al nota sus manos porque le parecen parte de su intimidad. 
Mario está soldando la reja de la casa, algo que sorprende a Estela. Él la invita al cine, pese a considerar a las “huasitas” como chicas ingnorantes de las que sus amigos se burlan. Por otra parte, se siente enternecido al ver lo mucho que la emociona la idea del cine. Estela pide a su tía permiso para ir, sin decirle que tiene un acompañante. Lourdes se niega porque ni ella ni Rosario la pueden acompañar. Por la noche, estando acostada, decide que debe hacerlo.
El sábado, día del cumpleaños, se prepara la fiesta como si fuera una gran recepción. Andrés regala a Misiá Elisita un hermoso chal rosado. Molesta a su abuela al preguntar a Estela cómo está la nonagenaria, que lo considera una falta de respeto. El chal le parece hermoso, pero piensa que para ella debería ser negro – como una mortaja – y que el rosado es un color que sentaría mejor a Estela. Grita a Andrés que la insulta porque ella merece una corona de santa y los expulsa de su cuarto tras gritar que Estela es amante de su nieto y que es una mujer impura. Se queda sola rezando, cansada de su arrebato. Andrés recuerda un momento angustioso de su infancia y cómo su vida pasó de largo sin que él hiciera nada para cambiarlo. 
Entretanto, Estela no se molesta porque Misiá Elisita está enferma, lo que la hace pensar que no entiende que Andrés es demasiado mayor como para que estén involucrados. Sin embargo, llora al pensar que pueda creer que es una ladrona y teme verse obligada a robar la llave de la casa para poder salir con Mario esa noche. Sirve a los asistentes pensando en salir, mientras su tía Lourdes charla con el doctor Gros, amigo de Andrés. Él le pregunta cómo se siente y ella explica que le duele el cuerpo, por lo que éste le sugiere que Estela cierre la reja de la casa. Al fin, la fiesta termina y Andrés se va el último, dejando a Estela cerrar. Ella espera a que se aleje para salir con Mario
Segunda parte. Ausencias.
Misiá Elisita guarda sus regalos después de la fiesta. Los revisa todos los días, pensando que sus sirvientas pueden robarlos. Dice a Estela que ella es igual que su tía y que si no tiene cuidado puede convertirse en una mujer mala, lo que asusta a Estela. Luego piensa que pese a haber ido al cine no era un pecado porque la acompañaba Mario, y Misiá Elisita no le conocía. No le habla sobre él porque la anciana se entretiene contándole las cosas que los hombres hacen con mujeres ingenuas – teatro, alcohol, embarazo e hijos ilegítimos – y le advierte que no caiga en la tentación. 
En un bar, Mario es avergonzado por sus amigos porque lo han visto con Estela. Éste, herido en su orgullo, miente y dice que no le gusta y que sólo busca mantener un amorío fugaz. Aparece René, que le da a guardar un poco de dinero porque su mujer le ha obligado a sacarla de paseo y ver un partido de fútbol en los arrabales. 
Después de un largo tiempo, René sale del club y Dora, indignada, le reprocha a voces su retraso. Él la ignora y juntos se van a ver el partido. Piensa en cometer delitos para conseguir una vida mejor, ignorando los intentos de Dora de seducirlo. Finalmente, pese al asco que ella le inspira, terminan teniendo relaciones sexuales en un terreno baldío. Un pájaro les observa y vuela hacia el cerro, donde otra pareja hace lo mismo. La pareja, Estela y Mario, observan al pájaro. Habían ido al zoológico previamente con permiso de su tía y Rosario, quienes consideraban que era un muchacho chapado a la antigua.
Al no haber visitado a su abuela en mucho tiempo, Andrés siente algo de remordimiento. Se siente incapaz de verla y decide distraerse buscando un nuevo bastón para añadir a su colección. Visita a un amigo anticuario y tiene la desgracia de que la mujer del hombre esté ahí. Habladora por naturaleza, comienza a mostrarle un chal rosado que le hace perder los nervios: descubre que desea a Estela. 
Camina a la casa de su abuela pensando que tiene posibilidades con la joven hasta que la ve hablando con Mario en la calle. Se siente viejo y expulsa a Mario, que más tarde va a ver a Estela, diciéndole que cree que su jefe está interesado en ella. Estela cree que es una tontería y le da cincuenta pesos, ya que Mario ha empeñado su reloj para hacer frente a los gastos de su casa tras la desaparición de René. Ella decide robar dinero de un cofre de Misiá Elisita sabiendo que nadie le creería a la anciana.
Andrés se instala en la casa temeroso de que su abuela muera. Mario comienza a mostrarse duro con Estela, sintiéndose deudor de ella a causa del dinero que ella robó. Ignora las preocupaciones de la muchacha, que se da cuenta del interés de Andrés, que la acosa con la mirada. Finalmente confiesa a Mario que está embarazada. Él la abandona, decidiendo ir a buscar a René.
La casa sufre una transformación radical: las sirvientas se ven obligadas a cocinar platos delicados, limpiar chucherías y cuadros, arreglar el jardín y pulir la plata. Un día, Andrés decide que limpien el ático, donde encuentran varios objetos, entre ellos un vestido de gasa, una boa de plumas y flores plateadas. Lourdes se los pide a Andrés y decide regalar a Misiá Elisita una corona para el día de su santo, ya que muy poca gente la visitará.
Estela sufre su embarazo y abandono en secreto, acosada por Misiá Elisita que se ha dado cuenta de su robo. La anciana comienza un período de lucidez que la hace darse cuenta de lo que ha pasado. Acusa a Estela de ser una pecadora y la conmina a arrepentirse. 
El doctor Gros visita a la nonagenaria y a instancias de Lourdes, examina a Estela. Descubre que está embarazada, y decide que Andrés es responsable de ella al haberla llevado a la casa. Tienen una pelea por un arrebato emocional de Andrés, y el doctor vuelve a casa con su familia.
Tercera parte. La coronación.
Mario se encuentra en Valparaíso, donde René está encarcelado. Vuelven a Santiago y Dora avisa a su esposo que un hombre buscaba a su hermano. René trata de convencer a su hermano de irse al norte, a Iquique, donde podrían establecerse. Luego visita al hombre que lo buscaba, Andrés.
Sintiéndose culpable por la suerte de Estela, Andrés ofrece ayudar a Mario a recuperar su empleo para que se case con ella. René se niega y lo acusa de ser el verdadero padre, con lo que es expulsado, no sin antes ver los objetos de plata del aparador. Convence a su hermano de robar los objetos con la ayuda de Estela, a la que deberá seducir. Mario la visita y promete llevarla con ellos después del robo y decide obligar a su hermano a ello hasta que ve a una mujer a punto de dar a luz y siente pánico.
Misiá Elisita amanece feliz el día de su santo y pide a las sirvientas que la vistan. Andrés comienza a mostrar signos de desequilibrio peleando con su abuela, lo que Lourdes y Rosario comentan mientras hacen los preparativos. Comienzan a beber un ponche hecho por Lourdes, cargado de fruta y alcohol. Deciden subir a la habitación de la anciana para felicitarla regalándole un vestido cuajado de estrellas, un cetro y una corona de flores de plata. Tras la pelea Misiá Elisita está agotada, lo que las sirvientas tratan de arreglar con ponche. Ponen un cilindro en un fonógrafo y comienzan a festejarla hasta que caen dormidas.
Mario y René esperan en el exterior, mirando las sombras de las mujeres que bailan. Esperan a Estela, a la que convencen de acostarse con Andrés para distraerlo mientras ellos roban la platería. Ella se niega al principio, pero Mario la convence diciéndole que la ama. Al darse cuenta de lo que ha hecho, se arrepiente y desea retenerla, llorando. 
Finalmente, Estela se da cuenta de que Mario y René la están utilizando. En vez de sentir asco de Andrés por verse obligada a acostarse con él, siente asco de haber sido engañada. Los delata, siendo golpeada por René, que desaparece amenazándolos a ella y a Mario. Estela recupera la conciencia poco después y es llevada por Mario 
Andrés comienza a cuestionarse si Estela era cómplice del robo y si había imaginado su encuentro. Al encontrar la plata intacta, decide que sufre de alucinaciones y que está tan loco como su abuela. Finalmente, es visitado por el doctor Gros, que interiormente dice adiós al hombre que solía ser su amigo y lo deja haciendo pajaritas de papel de diario.
En su habitación, Misiá Elisita, vestida con su traje de fiesta y la corona de flores de plata, comienza a desfallecer. Al estar sentada junto a la ventana puede divisar las estrellas y en su imaginación senil, imagina que las mostacillas son también astros que la envuelven. Supone que ya está muerta y que está ascendiendo al cielo, sin darse cuenta de que solamente en ese momento moría y no cuando pensaba que las constelaciones la rodeaban.

## Historia y acogida de la novela

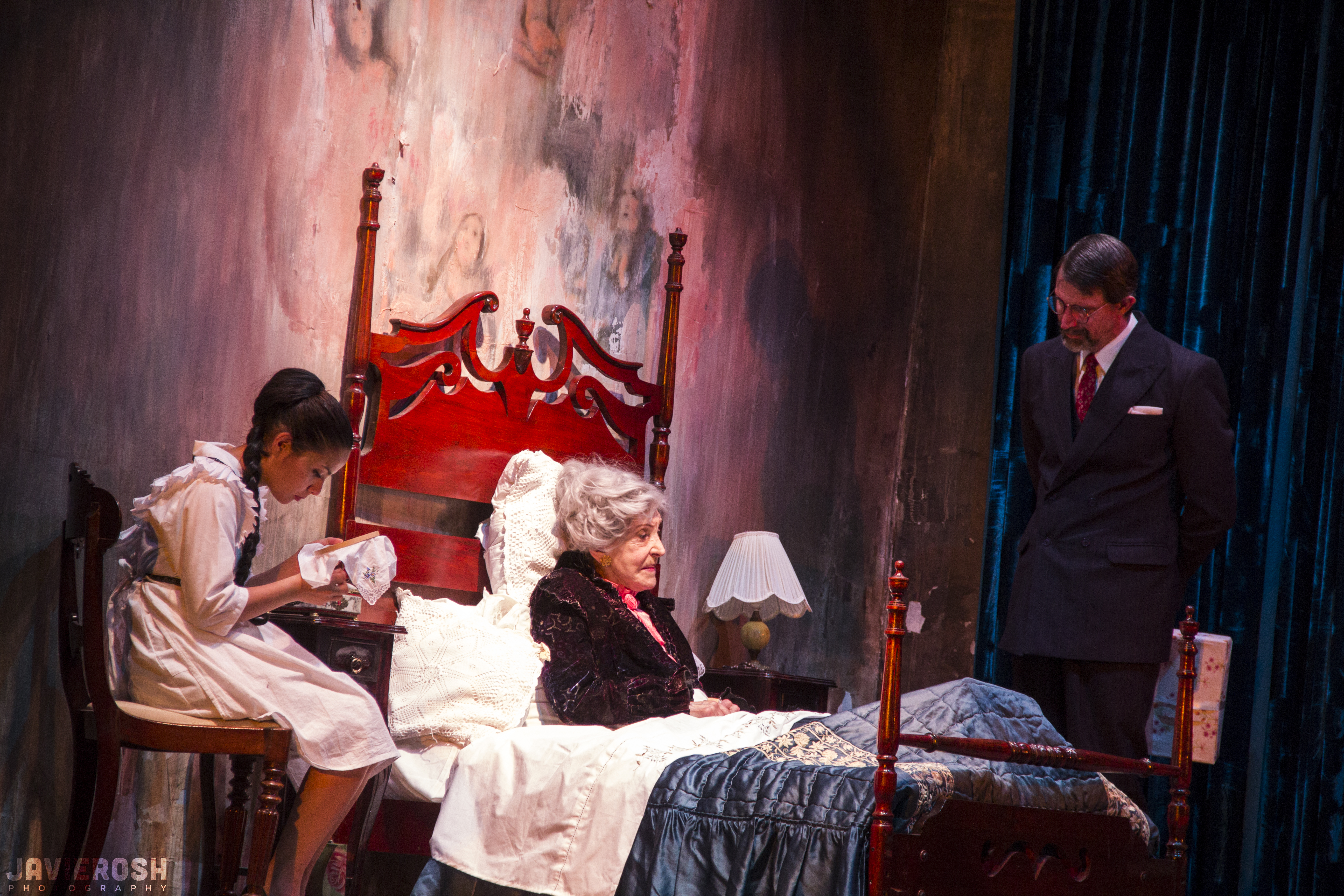
Escena de la obra de teatro "Coronación" en el Centro Cultural Gabriela Mistral (2013).

Donoso se instaló en Isla Negra, en la casa de un pescador, para escribir esta novela, de la que no quedó satisfecho. "Rehice la obra más de quince veces. Gasté alrededor de 30 kilos de papel. Con José Zañartu y María Elena Gertner, su esposa, arrendamos una casa en El Canelo, en el Cajón del Maipo. Estaba un poco aburrido con el largo trabajo de Coronación. Me convencí de que era una tontería. Tan hastiado de corregir estaba. Quise echarla al fuego, pero lo impidieron mis amigos. Estaba tan cansado. Me parecía una novela pésima, estúpida, mal escrita..."
Casualmente llegó a sus manos Los pasos perdidos, del cubano Alejo Carpentier, y esta obra fue la que "le dio la clave para dar un fin a su novela" que publicó en 1957 en Nascimento y que recibió "el elogio de la crítica".
Donoso, que se dedicó a difundir su libro personalmente, se paraba muchas veces en la calle a venderlo. Después, le envió la novela a su amigo mexicano Carlos Fuentes pidiéndole que lo pusiera en contacto con alguna editorial en Nueva York; fue así como el editor Alfred A. Knopf se interesó por Coronación, que obtuvo en Estados Unidos el premio William Faulkner. Traducida por Jocasta Goodwin y publicada por Knopf en ese país y por The Bodley Head en Gran Bretaña (1965), adquiriendo así fama en el mercado literario extranjero.
En la obra ya se ponen de manifiesto rasgos que caracterizan a la obra posterior de Donoso: el retrato de la decadencia de la burguesía chilena a través de un ambiente oscuro y claustrofóbico, por momentos de tintes pesadillescos, que repetiría en sus dos novelas más célebres, El obsceno pájaro de la noche y El lugar sin límites, escrita a partir de un capítulo desprendido de la anterior.
La novela ha sido reeditada por Zig-Zag, Seix-Barral, Círculo de Lectores, Salvat, Alfaguara, La Tercera, Punto de Lectura. 